# Pierre Balmain

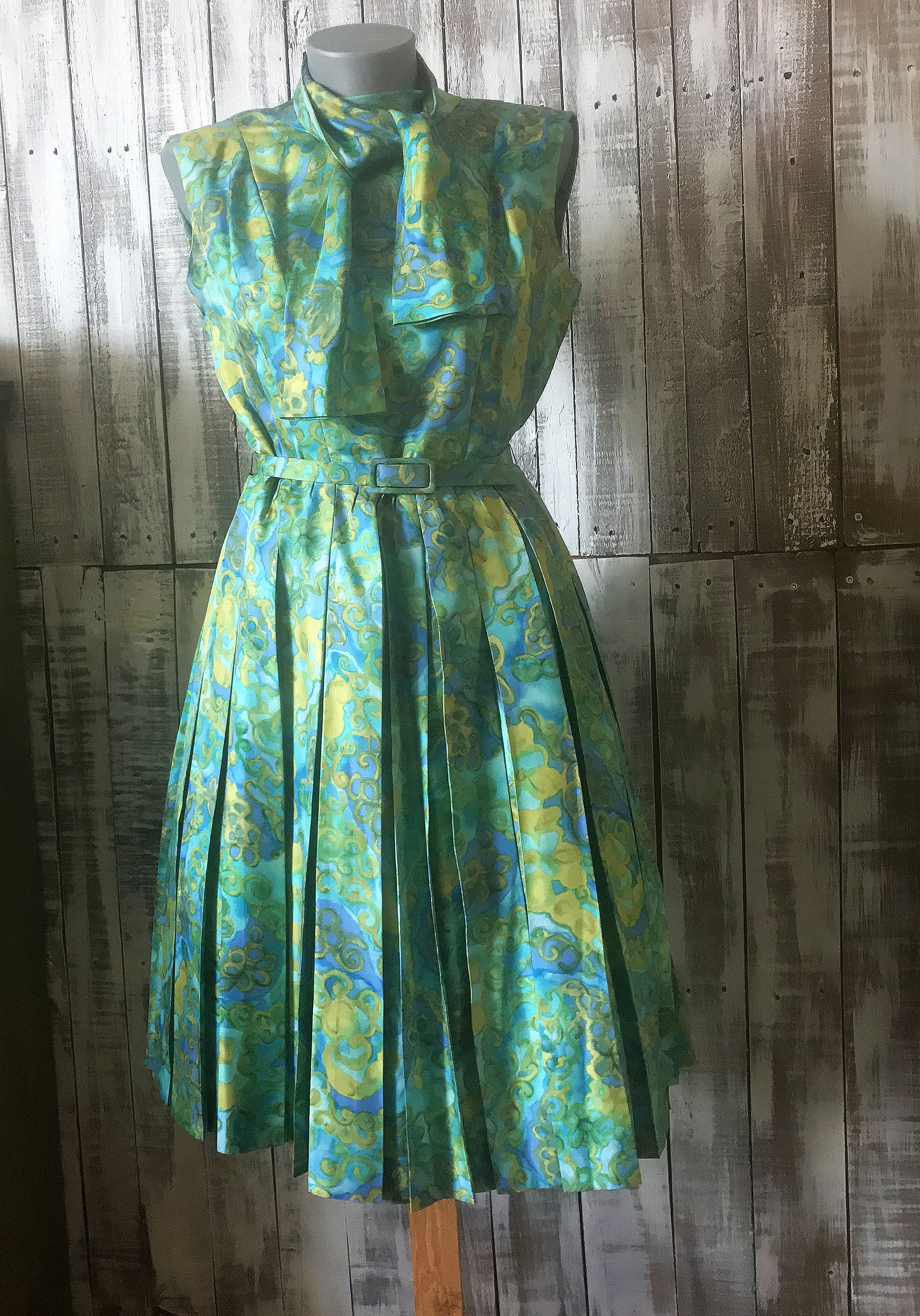
Dámské hedvábné šaty ze salonu Pierre Balmain z roku 1963 se skládanou sukní

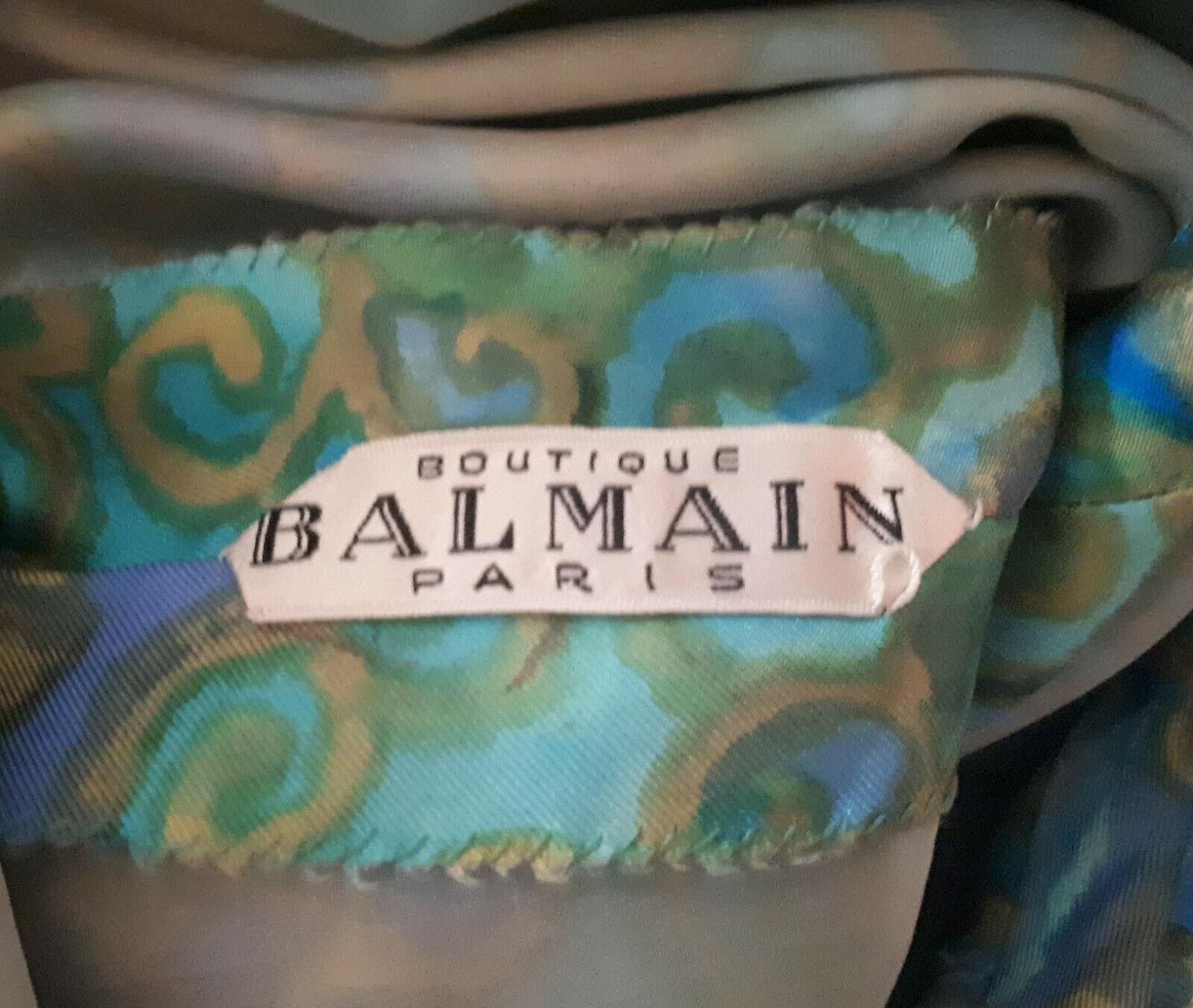
Detail značky u hedvábných šatu ze salonu Pierre Balmain z roku 1963

Pierre Balmain (18. května 1914, Saint-Jean-de-Maurienne, Francie – 29. června 1982, Paříž) byl francouzský módní návrhář.
Pierre Balmain založil svůj vlastní módní dům v roce 1945 a pojmenoval jej podle sebe. V jeho čele stál až do své smrti v roce 1982.